# 270

## Родени
- 20 ноември – Максимин Дая, римски император

## Починали
- Плотин, древногръцки философ
- Викторин, император на Галската империя
- Квинтил, римски император
- януари – Клавдий II Готски, римски император